# 대한민국 민법 제717조
대한민국 민법 제717조는 조합원의 비임의 탈퇴에 대한 대한민국 민법 채권법 조합에 대한 조문이다. 2022년 12월 13일에 법률 제19069호로 시행되었다. 제3항이 금치산(禁治産)에서 성년후견의 개시으로 개정되었다.

## 조문
제717조(비임의 탈퇴)   제716조의 경우 외에 조합원은 다음 각 호의 어느 하나에 해당하는 사유가 있으면 탈퇴된다.
1. 사망
2. 파산
3. 성년후견의 개시
4. 제명(除名)

## 같이 보기
- 상계

## 참고 문헌
- 오현수, 일본민법, 진원사, 2014. ISBN 9788963463452
- 오세경, 대법전, 법전출판사, 2014 ISBN 9788926210277
- 이준현, LOGOS 민법 조문판례집, 미래가치, 2015. ISBN 9791155020869